# 濫頭
濫頭，是臺灣屏東縣南州鄉的一個傳統地域名稱，位於該鄉南部。相較於今日行政區，其範圍大致包括南安村、同安村西北部凸出部分的西南半部。
本地區境內主要聚落為濫頭、社邊。

## 歷史
台灣日治初期，濫頭地區為一街庄，稱為「濫頭庄」（舊制街庄），隸屬於港東中里。該庄昔日輪廓大致呈三角形，其西北與車路墘庄為鄰，東北與牛埔庄為鄰，東南邊及南邊東至中段為竹仔腳庄，南邊西段及西南邊為(石亟)仔口庄。
1901年（日治明治三十四年）11月11日，全台廢縣廳改設二十廳，該庄隸屬於阿猴廳。1904年（明治三十七年）4月15日，該庄編入「林仔邊區」，隸屬於阿猴廳。1905年（明治三十八年）4月1日，阿猴廳改稱「阿緱廳」。1909年（明治四十二年）10月25日，全台合併二十廳為十二廳，林仔邊區仍隸屬於阿緱廳。1920年（大正九年）10月1日，全台地方制度大改正，廢十二廳改設五州二廳，該庄改制為「濫頭」大字，隸屬於高雄州東港郡林邊庄（新制街庄）。
戰後林邊庄改制為林邊鄉，隸屬於高雄縣，大字亦改制為村。1950年（民國39年）10月1日，高、屏分治，林邊鄉改隸屬於屏東縣。1951年（民國40年）3月，林邊鄉拆分出溪州鄉，本地區改隸屬於溪州鄉。1956年（民國45年）7月1日，溪州鄉改名為南州鄉。
相較於今日行政區，本地區的範圍大致包括南安村、同安村西北部凸出部分的西南半部。

## 聚落
本地區發展較早的聚落為濫頭、社邊、社口（已消失），在日治初期的官方地圖上已有記載。

## 交通
台鐵屏東線是高雄至枋寮間的鐵路幹線，經過本地區西南部。最近的車站在北側為南州車站，在南側為鎮安車站。前者屬三等站，停靠部分自強號、莒光號，及全部區間快車、區間車；後者屬招呼站，停靠部分區間快車及全部區間車；由此等可前往台鐵沿線各站。
國道3號又稱「福爾摩沙高速公路」，是貫穿台灣西部的兩條縱向高速公路之一，經過本地區東南部且設有平面側車道（鄉道屏119線）。最近的交流道在北側為縣道187乙線交會處的南州交流道，由此可快速前往國道3號沿線各地。該處為國道3號南向最後一個設置南下入口的交流道，更往南側在省道台17線交會處的林邊交流道僅供南出北入。
鄉道屏119線是壽元至南安的道路，在本地區路段為國道3號的平面側車道，其南側端點（終點）位於本地區南部邊界地帶偏東的鄉道124線路口。
鄉道屏121線是三千至磘仔口的道路，經過本地區的濫頭、社邊等聚落。該道路在本地區的部分路段與鄉道屏123線共線。
鄉道屏123線是崙仔頂至竹仔腳的道路，經過本地區東北部邊界地帶中至南段。該道路在本地區的部分路段與鄉道屏121線共線。
鄉道屏124線是大潭至竹仔腳的道路，經過本地區東南端。